# Nioghalvfjerdsfjorden
Nioghalvfjerdsfjorden er en fjord i Nordøstgrønland. Den ligger ved breddegraden 79° N (deraf navnet) mellem Lambert Land og Hovgaard Ø. Fjorden blev navngivet af Danmark-ekspeditionen i april 1907. Den ubeboede Tobias Ø ligger 80 km øst for fjorden.

## Nioghalvfjerdsfjordsgletsjeren
Nioghalvfjerdsfjordsgletsjeren er sammen med Zachariagletsjeren de største gletsjere i Nordøstgrønland. I september 2020 brød et stort isstykke på 113 kvadratkilometer løs fra Nioghalvfjerdsfjordsgletsjeren.

## Fodnoter
1. ↑  Nioghalvfjerdsfjorden Den Store Danske Encyklopædi
2. ↑  "Glacier disintegration at the Arctic's largest remaining ice shelf. GEUS 2020". Arkiveret fra originalen 15. september 2020. Hentet 15. september 2020.
3. ↑  Massive Chunk of Greenland's Largest Glacier Just Crashed Into The Sea. ScienceAlert 2020

79°33′N 21°00′V / 79.55°N 21°V